# Mount Arthur, Nunavut
Mount Arthur är ett berg i Kanada.   Det ligger i territoriet Nunavut, i den nordöstra delen av landet, 4 000 km norr om huvudstaden Ottawa. Toppen på Mount Arthur är 1 325 meter över havet.
Terrängen runt Mount Arthur är huvudsakligen lite kuperad. Trakten runt Mount Arthur är nära nog obefolkad, med mindre än två invånare per kvadratkilometer.. Det finns inga samhällen i närheten.
Trakten runt Mount Arthur är permanent täckt av is och snö.